# Cymbium patulum
Cymbium patulum is een slakkensoort uit de familie van de Volutidae. De wetenschappelijke naam van de soort is voor het eerst geldig gepubliceerd in 1830 door Broderip.